# Indywidualne Mistrzostwa Rosji na Żużlu 2012
Indywidualne Mistrzostwa Rosji na Żużlu 2012 – zawody żużlowe, mające na celu wyłonienie medalistów indywidualnych mistrzostw Rosji w sezonie 2012. W finale zwyciężył Grigorij Łaguta.

## Finał
- Togliatti, 20 września 2012

| Msc. | Zawodnik              | Klub                | Pkt |             |  |
| ---- | --------------------- | ------------------- | --- | ----------- |  |
| 1    | Grigorij Łaguta       | Wostok Władywostok  | 15  | (3,3,3,3,3) |  |
| 2    | Renat Gafurow         | Wostok Władywostok  | 14  | (2,3,3,3,3) |  |
| 3    | Artiom Łaguta         | Mega Łada Togliatti | 13  | (1,3,3,3,3) |  |
| 4    | Denis Gizatullin      | SK Oktiabrskij      | 11  | (3,2,2,2,2) |  |
| 5    | Roman Poważny         | SK Turbina Bałakowo | 10  | (3,3,2,0,2) |  |
| 6    | Aleksiej Guzajew      | SK Oktiabrskij      | 10  | (1,2,2,2,1) |  |
| 7    | Oleg Biesczastnow     | Mega Łada Togliatti | 7   | (2,0,1,2,2) |  |
| 8    | Ilja Czałow           | SK Turbina Bałakowo | 6   | (0,1,w,3,2) |  |
| 9    | Aleksiej Charczenko   | Wostok Władywostok  | 6   | (2,2,0,2,0) |  |
| 10   | Andriej Kudriaszow    | SK Turbina Bałakowo | 5   | (1,t,d,1,3) |  |
| 11   | Igor Kononow          | SK Oktiabrskij      | 5   | (3,0,1,0,1) |  |
| 12   | Siergiej Darkin       | SK Saławat          | 5   | (0,1,3,1,d) |  |
| 13   | Witalij Biełousow     | Mega Łada Togliatti | 4   | (2,2,w,–,–) |  |
| 14   | Siergiej Karaczinczew | Mega Łada Togliatti | 4   | (w,0,2,1,1) |  |
| 15   | Daniił Iwanow         | Mega Łada Togliatti | 3   | (1,1,1,0,0) |  |
| 16   | Maksim Łobzenko       | SK Turbina Bałakowo | 2   | (1,1)       |  |
| 17   | Dmitrij Łemza         | SK Turbina Bałakowo | 1   | (0,0,w,1,w) |  |
| 18   | Siergiej Agałczow     | Mega Łada Togliatti | 0   | (w)         |  |

Bieg bo biegu:
1. G.Łaguta, Gafurow, A.Łaguta, Darkin
2. Kononow, Charczenko, Guzajeww, Karaczinczew (w/u)
3. Poważny, Biezczastnow, Iwanow, Łemza
4. Gizatullin, Biełousow, Iwanow, Łemza
5. Gafurow, Charczenko, Łobzenko (Kudriaszow t), Łemza
6. A.Łaguta, Biełousow, Iwanow, Kononow
7. Poważny, Gizatullin, Darkin, Karaczinczew
8. G.Łaguta, Guzajew, Czałow, Biezczastnow
9. Gafurow, Poważny, Kononow, Czałow (w/u)
10. A.Łaguta, Gizatullin, Biezczastnow, Charczenko
11. Darkin, Guzajew, Biełousow (w/u), Łemza (w/u)
12. G.Łaguta, Karaczinczew, Iwanow, Kudriaszow (d)
13. Gafurow, Biezczastnow, Karaczinczew, Agałczow (w/u)
14. A.Łaguta, Guzajew, Kudriaszow, Poważny
15. Czałow, Charczenko, Darkin, Iwanow
16. G.Łaguta, Gizatullin, Łemza, Kononow
17. Gafurow, Gizatullin, Guzajew, Iwanow
18. A. Łaguta, Czałow, Karaczinczew, Łemza (w/u)
19. Kudriaszow, Biezczastnow, Kononow, Darkin (d)
20. G.Łaguta, Poważny, Łobzenko, Charczenko